# Anisodes assamica
Anisodes assamica är en fjärilsart som beskrevs av Louis Beethoven Prout 1938. Anisodes assamica ingår i släktet Anisodes och familjen mätare. Inga underarter finns listade i Catalogue of Life.